# Jens Nikolaj Ludvig Schjørring
Jens Nikolaj Ludvig Schjørring, född den 16 september 1825 i Vandborg, död den 14 mars 1900, var kyrkoherde i Ørslev i Skælskør, och psalmförfattare representerad i den danska Psalmebog for Kirke og Hjem.

## Psalmer
Kärlek från vår Gud (originalet Kjærlighed fra Gud, (1854), översatt från danska av Sven Johan Ögrim (1900). Publicerad i bland andra Frälsningsarméns sångbok nr 303/1929 och 333/1946. Melodin i (A-dur). Finns på Wikisource.